# Каролос Папуляс
Ка̀ролос Папу̀ляс (на гръцки: Κάρολος Παπούλιας) е гръцки политик, президент на Гърция през 2005 – 2015 г. Бил е министър на външните работи и дългогодишен депутат в гръцкия парламент.

## Биография
Роден е в епирското село Депалица на 4 юни 1929 г. в семейството на генерал-майор Григориос Папуляс. Завършил е право в Атинския университет и Миланския универститет, има докторат по международно частно право от университета на Кьолн, сътрудник е на Мюнхенския институт за Югоизточна Европа. Освен родния гръцки език Папуляс говори френски, немски и италиански език.
Той е бивш състезател по овчарски скок и волейбол. Бил е председател на Националния спортен съюз на Гърция в продължение на 25 години. Също така е основател и ръководител, до избирането му за президент на Гърция, на Асоциацията за гръцко лингвистично наследство.
Каролос Папуляс е съосновател на ПАСОК през 1974 г. и близък сътрудник на нейния ръководител Андреас Папандреу. Заема различни правителствени постове в неговите кабинети и на два пъти, през 1985 – 1989 и 1993 – 1996 е министър на външните работи на Гърция.
Успява за пръв път да влезе в парламента през 1977 г. Остава депутат без прекъсване до изборите през 2004 г.
На 8 февруари 2005 г. е избран от парламента за президент на Гърция с подкрепата на министър-председателя Костас Караманлис от управляващата Нова демокрация и лидера на опозиционната ПАСОК Георгиос А. Папандреу.
На 3 февруари 2010 г. Каролос Папуляс е преизбран от парламента за втори петгодишен мандат.
Каролос Папуляс е женен за Меи Пану и има 3 дъщери.